# Mount Andrus
Az Andrus-hegy egy pajzsvulkán a Boennighausen-hegytől 3,2 km-re délkeletre, az Ames-hegység délkeleti szélén, az Antarktiszon található Marie Byrd Land területén. Az USGS térképezte fel felmérések és az amerikai haditengerészet légi felvételei alapján 1964–68-ban. Az US-ACAN nevezte el Carl H. Andrus hadnagyról, az amerikai haditengerészet tisztiorvosáról és a Byrd állomás főtisztjéről 1964-ben. 
Az Andrus csúcsán egy 4,5 km széles kaldera található.  A hegy nyugati oldalát a Coleman-gleccser vezeti le, jelentős hasadékokkal. Bár az Andrus-hegy kora nem közismert, Marie Byrd Land egyik legrégebbi trachitikus pajzsvulkánja, korban hasonló a Mount Hamptonhoz.

## Külső hivatkozások
- Andrus A Smithsonian Intézet Global Volcanism Programjaban (angolul)
- Skiing the Pacific Ring of Fire and Beyond: Mount Andrus. In: skimountaineer.com. Amar Andalkar (angolul)